# Sofia Nilsson
Ingrid Sofia Nilsson, född Bengtsson 3 mars 1982 i Östra Broby församling i Kristianstads län, är en svensk politiker (centerpartist). Hon var ordinarie riksdagsledamot 2018–2022, invald för Skåne läns norra och östra valkrets.
Under mandatperioden 2014–2018 var Nilsson 1:e vice ordförande i kommunstyrelsen i Östra Göinge kommun med ansvar för vård, skola och omsorg. Hon är även gruppledare för Centerpartiet i Östra Göinge.
Nilsson var riksdagsledamot 2018–2022. I riksdagen var hon ledamot i socialutskottet 2020–2022 och ledamot i riksdagens råd för Riksrevisionen 2019–2021. Nilsson var även suppleant i bland annat finansutskottet och socialutskottet.
Nilsson är sjuksköterska till yrket.